# Ministr letectva Spojeného království
Ministr letectva Spojeného království (Secretary of State for Air) byla funkce ve vládě Spojeného království zodpovědná za válečné letectvo. Ministři letectva obvykle byli členy kabinetu.

## Historie
Razantní rozvoj letectva během první světové války jako zcela nové, ale záhy velmi důležité složky ozbrojených sil vedl k nutnosti zřídit pro jeho organizaci zvláštní úřad. V lednu 1917 byl zřízen úřad pro letectvo v čele s prezidentem (President of the Air Board). Již na podzim téhož roku byl úřad nahrazen radou pro letectvo, v jejímž čele stál opět prezident (President of the Air Council). Krátce po skončení první světové války bylo zřízeno samostatné ministerstvo letectva (10. ledna 1919) pro správu Královského letectva. Prvním ministrem pro letectvo byl Winston Churchill. Roku 1946 byl úřad ministra letectva společně s postem ministra války a prvního lorda admirality podřízen ministrovi obrany. Roku 1964 byly výše uvedené funkce spojeny do ministerstva obrany a funkce ministra války zanikla. Nejdéle sloužícím ministrem byl v letech 1940 až 1945 sir Archibald Sinclair.

## Seznam ministrů
| Portrét                                     | Portrét            | Jméno (životní data)                                              | Ve funkci         | Ve funkci         | Strana                       | Vláda                                        |
| Portrét                                     | Portrét            | Jméno (životní data)                                              | Od                | Do                | Strana                       | Vláda                                        |
| ------------------------------------------- | ------------------ | ----------------------------------------------------------------- | ----------------- | ----------------- | ---------------------------- | -------------------------------------------- |
|                                             |                    | Winston Churchill (1874-1965)                                     | ‪10. ledna‬ 1919    | ‪1. dubna‬ 1921     | Liberální strana             | Lloyd George II. (koal.Lib.-Kon.)            |
|                                             |                    | Frederick Edward Guest (1875-1937)                                | ‪1. dubna‬ 1921     | ‪19. října‬ 1922    | Liberální strana             | Lloyd George II. (koal.Lib.-Kon.)            |
|                                             |                    | Sir Samuel Hoare (1880-1959)                                      | ‪31. října‬ 1922    | ‪22. ledna‬ 1924    | Konzervativní strana         | Bonar Law                                    |
| Baldwin I                                   |                    | Sir Samuel Hoare (1880-1959)                                      | ‪31. října‬ 1922    | ‪22. ledna‬ 1924    | Konzervativní strana         |                                              |
|                                             |                    | Christopher Thomson, 1. baron Thomson (1875-1930)                 | ‪22. ledna‬ 1924    | ‪3. listopadu‬ 1924 | Labouristická strana         | MacDonald I                                  |
|                                             |                    | Sir Samuel Hoare (1880-1959)                                      | ‪6. listopadu‬ 1924 | ‪4. června‬ 1929    | Konzervativní strana         | Baldwin II                                   |
|                                             |                    | Christopher Thomson, 1. baron Thomson (1875-1930)                 | ‪7. června‬ 1929    | ‪5. října‬ 1930     | Labouristická strana         | MacDonald II                                 |
|                                             |                    | William Mackenzie, 1. baron Amulree (1860-1942)                   | 14. října 1930    | 5. listopadu 1931 | Labouristická strana         | MacDonald II                                 |
|                                             | Národní labouristé | William Mackenzie, 1. baron Amulree (1860-1942)                   | 14. října 1930    | 5. listopadu 1931 | Národní I (N.Lab.-Kon.-Lib.) |                                              |
|                                             |                    | Charles Vane-Tempest-Stewart, 7. markýz z Londonderry (1878-1949) | ‪5. listopadu‬ 1931 | ‪7. června‬ 1935    | Konzervativní strana         | Národní II (Kon.-N.Lab.-Lib.-Lib.N.)         |
|                                             |                    | Philip Cunliffe-Lister, 1. vikomt Swinton (1884-1972)             | ‪7. června‬ 1935    | ‪16. května‬ 1938   | Konzervativní strana         | Národní III (Kon.-Lib.N.-N.Lab.)             |
| Národní IV (Kon.-Lib.N.-N.Lab.)             |                    | Philip Cunliffe-Lister, 1. vikomt Swinton (1884-1972)             | ‪7. června‬ 1935    | ‪16. května‬ 1938   | Konzervativní strana         |                                              |
|                                             |                    | Sir Kingsley Wood (1881-1943)                                     | ‪16. května‬ 1938   | ‪3. dubna‬ 1940     | Konzervativní strana         |                                              |
| Chamberlainova válečná (Kon.-Lib.N.-N.Lab.) |                    | Sir Kingsley Wood (1881-1943)                                     | ‪16. května‬ 1938   | ‪3. dubna‬ 1940     | Konzervativní strana         |                                              |
|                                             |                    | Sir Samuel Hoare (1880-1959)                                      | ‪3. dubna‬ 1940     | ‪11. května‬ 1940   | Konzervativní strana         |                                              |
|                                             |                    | Sir Archibald Sinclair (1890-1970)                                | ‪11. května‬ 1940   | ‪23. května‬ 1945   | Liberální strana             | Churchillova válečná (Kon.-Lab.-Lib.N.-Lib.) |
|                                             |                    | Harold Macmillan (1894-1986)                                      | ‪25. května‬ 1945   | ‪26. července‬ 1945 | Konzervativní strana         | Churchillova přechodná (Kon.-Lib.N.)         |
|                                             |                    | William Wedgwood Benn, 1. vikomt Stansgate (1877-1960)            | ‪3. srpna‬ 1945     | ‪4. října‬ 1946     | Labouristická strana         | Attlee I                                     |
|                                             |                    | Philip Noel-Baker (1889-1982)                                     | ‪4. října‬ 1946     | ‪7. října‬ 1947     | Labouristická strana         | Attlee I                                     |
|                                             |                    | Arthur Henderson (1893-1868)                                      | ‪7. srpna‬ 1947     | ‪26. října‬ 1951    | Labouristická strana         | Attlee I                                     |
| Attlee II                                   |                    | Arthur Henderson (1893-1868)                                      | ‪7. srpna‬ 1947     | ‪26. října‬ 1951    | Labouristická strana         |                                              |
|                                             |                    | William Sidney, 1. vikomt De L'Isle (1909-1991)                   | ‪31. října‬ 1951    | ‪20. prosince‬ 1955 | Konzervativní strana         | Churchill III                                |
| Eden                                        |                    | William Sidney, 1. vikomt De L'Isle (1909-1991)                   | ‪31. října‬ 1951    | ‪20. prosince‬ 1955 | Konzervativní strana         |                                              |
|                                             |                    | Nigel Birch (1906-1981)                                           | ‪20. prosince‬ 1955 | ‪16. ledna‬ 1957    | Konzervativní strana         |                                              |
|                                             |                    | George Ward (1907-1988)                                           | ‪16. ledna‬ 1957    | ‪28. října‬ 1960    | Konzervativní strana         | Macmillan I                                  |
| Macmillan II                                |                    | George Ward (1907-1988)                                           | ‪16. ledna‬ 1957    | ‪28. října‬ 1960    | Konzervativní strana         |                                              |
|                                             |                    | Julian Amery (1919-1996)                                          | ‪28. října‬ 1960    | ‪16. června‬ 1962   | Konzervativní strana         |                                              |
|                                             |                    | Hugh Fraser (1918-1984)                                           | ‪16. června‬ 1962   | ‪1. dubna‬ 1964     | Konzervativní strana         |                                              |
| Hrabě z Home                                |                    | Hugh Fraser (1918-1984)                                           | ‪16. června‬ 1962   | ‪1. dubna‬ 1964     | Konzervativní strana         |                                              |